# 聖拉維達斯那加爾縣
聖拉維達斯那加爾縣是印度的一個縣，位於該國北部，由北方邦負責管轄，面積1,055平方公里，識字率為89.14%，2011年人口1,554,203，人口密度每平方公里1,473人。

## 外部連結
- 官方网站
- YouTube:sita samahit sthal （页面存档备份，存于）

25°20′24″N 82°28′12″E / 25.34000°N 82.47000°E